# Comme un boomerang (film)
Pour les articles homonymes, voir Comme un boomerang.
Pour plus de détails, voir Fiche technique et Distribution.
Comme un boomerang est un film français réalisé par José Giovanni et sorti en 1976.

## Synopsis
Un jeune drogué tue un policier. Son père, un ancien du milieu qui s'est amendé, remonte la filière de la drogue et parvient à le faire évader, mettant en jeu sa vie et sa position sociale.

## Fiche technique
- Réalisation : José Giovanni assisté de Jean Couturier
- Scénario et dialogues : José Giovanni et Alain Delon
- Photographie : Pierre-William Glenn
- Décors : Willy Holt
- Musique : Georges Delerue
- Durée : 100 minutes
- Date de sortie : 18 août 1976

Tourné en mars 1976 aux studios de la Victorine à Nice avec des extérieurs dans le quartier des Moulins.

## Distribution
- Alain Delon : Jacques Batkin
- Charles Vanel : Jean Ritter
- Louis Julien : Eddy Batkin
- Dora Doll : Ginette, la mère d'Eddy
- Pierre Maguelon : Le commissaire Leoni
- Suzanne Flon : La veuve Grimaldi
- Carla Gravina : Muriel Batkin
- Christian de Tillière : Le juge d'instruction
- Gérard Hérold : Maître Vaulnet
- Jacques Debary : Le président Lenoir
- Reinhard Kolldehoff : le banquier Feldman
- Pierre Malet : le second fils Feldman
- Jacques Rispal : Albert Chiusi
- Marc Eyraud : Andreï
- Jacques Paoli : lui-même
- Charles Bertoni: un inspecteur (non-crédité)
- Jean-Pierre Lorrain: un gardien de prison (non-crédité)